# Abderrahmane Benabdelali
Abderrahmane Benabdelali est né à Salé. Il a été Ministre des Travaux publics du Maroc le 24 décembre 1958 lors du Gouvernement Abdellah Ibrahim. Reconduit le 27 mai 1960 au même poste sous le Gouvernement Mohammed V.

## Vie privée
Il se marie avec Aicha Laghzaoui la fille de Mohamed Laghzaoui ancien directeur général de la DGSN.
Sa fille Malika épouse en 1995 le prince Hicham ben Abdallah Alaoui.

## Sources